# Dogz (album)
Dogz – jedyny album heavymetalowej grupy Dogz, kontynuatora wcześniejszego projektu Leszka Dziarka – Holy Dogs.
Album został wydany w 1996 roku, nakładem wydawnictwa BMG Ariola Poland. Płyta jest zapisem zarówno nowych kompozycji jak i starszych z dorobku grupy Holy Dogs, nagranych w nowych aranżacjach.
Do utworu „Ostatni raz upadłem” nakręcono teledysk.

## Lista utworów
Źródło:.
1. „Ostatni raz upadłem” (muz. Leszek Dziarek, Jacek Kochan – sł. Marcin Domański) – 3:58
2. „Dziki świat” (muz. i sł. Leszek Dziarek) – 4:06
3. „To alienacja” (muz. Leszek Dziarek, Jacek Kochan – sł. Leszek Dziarek) – 3:45
4. „Nie mów mi” (muz. Leszek Dziarek – sł. Robert Lubera) – 4:05
5. „Niewiara” (muz. i sł. Leszek Dziarek) – 3:28
6. „Nie pójdziemy z wami” (muz. Leszek Dziarek, Andrzej Barnaś – sł. Leszek Dziarek) – 3:32
7. „Jak spłoszone stado” (muz. Leszek Dziarek, Jacek Kochan – sł. Leszek Dziarek) – 3:47
8. „Było tak” (muz. i sł. Leszek Dziarek) – 3:54
9. „Nie pytaj mnie dlaczego” (muz. i sł. Leszek Dziarek) – 3:36
10. „Jak upadłe anioły” (muz. i sł. Leszek Dziarek) – 5:09
11. „Czas zabija nas” (muz. i sł. Leszek Dziarek) – 3:42
12. „Ja nie znam ich” (muz. Leszek Dziarek, Marcin Domański – sł. Leszek Dziarek) – 3:32

## Autorzy
Źródło:.
- Leszek Dziarek – śpiew, perkusja
- Marcin Domański – gitara
- Tomasz Butryn – instrumenty klawiszowe
- Marek Myszka – gitara basowa
- Stefan Langiewicz – perkusja

Nagrania zrealizowano w Studio Chróst w Sulejówku w okresie listopad – grudzień 1995. Realizacja – Jacek Gawłowski (1-3, 5-12) oraz Winicjusz Chróst (4-5). Produkcja muzyczna – Jacek Kochan. Mastering – Jacek Gawłowski i Jacek Kochan. Aranżacje – Leszek Dziarek, Jacek Kochan oraz Dogz. Foto – Krzysztof Gołąbek. Projekt – Arkadiusz Stegenka.